# Kassita
Kassita (em árabe: كاسيطا; em berbere: ⴽⴰⵙⵉⵜⴰ) é uma cidade do nordeste de Marrocos, situada na cordilheira do Rife, que faz parte da província de Driouch e da região Oriental. Em 2004, a comuna tinha 2,126 habitantes A região é conhecida pelas suas planícies e pelas suas terras férteis. A cidade situa-se a 35 km de Driouch, 95 km de Nador e 60 km de Al Hoceima.
O clima é semiárido, com temperatura média anual de 30 °C e 250 mm de precipitação anual. Em termos de relevo, 60% do território é constituído por planícies e 30% por montanhas.